# عقدة فرانكشتاين
في روايات إسحاق أسيموف التي تدور حول الروبوتات، إن مصطلح عقدة فرانكشتاين هو مصطلح صاغه للدلالة على الخوف من الرجال الآليين.

## نبذة تاريخية
بعض القصص القصيرة وروايات أسيموف تتنبأ بأن هذا الرهاب سوف يصبح الأقوى والأكثر انتشارًا عند توجيهه ضد «الرجال الآليين» الذين يشبهون الكائنات البشرية بشكل كبير (انظر الأندرويد)، ولكنه أيضًا موجود بمستوى أقل ضد الروبوتات التي تكون عبارة عن إنسان أوتوماتيكي كهروميكانيكي بشكل واضح. و«عقدة فرانكشتاين» مشابهة في كثير من النواحي لفرضيات ماساهيرو موري (Masahiro Mori) في الوادي الغريب.
واسم «عقدة فرانكشتاين» مشتق من اسم فيكتور فرانكشتاين (Victor Frankenstein) في الرواية المبتكرة، أو، بروميثيوس الحديث، التي كتبتها ماري ولستونكرافت شلي (Mary Wollstonecraft Shelley) عام 1818 تقريبًا. وفي رواية السيدة ماري، قام فرانكشتاين بابتكار «كائن ذكي» وهو عبارة عن كائن يفوق طاقة البشر. ووجد أن شكله كان مروعًا عند مشاهدته لذا يتخلى عنه. وهذا أدى في نهاية المطاف إلى موت فيكتور في نهاية الثأر بينه وبين مخلوقه الشاعر بالغيظ.
لاحظ الفرق بين «فرانكشتاين» ومسخ فرانكشتاين: عقدة فرانكشتاين ليست خوفًا من الروبوتات أو العلماء أو حتى العلماء المجانين، ولكنها خوفًا من الكائنات البشرية الاصطناعية، على الرغم من أن الخوف من واحد يعني ضمنًا بشكل عام بعض الخوف من الآخر.
والاتجاه العام للجمهور تجاه الروبوتات في الكثير من الأعمال الخيالية للدكتور أسيموف هو الخوف والشك: الأشخاص العاديين يخافون أن الروبوتات ستحل محلهم أو تهيمن عليهم. وعلى الرغم من أن الهيمنة تُعتبر أمرًا مستحيلاً في إطار مواصفات القوانين الثلاثة للروبوتات، أول هذه القوانين هو:
لا يجوز أن يلحق الروبوت الضرر بأي إنسان أو، من خلال التراخي، السماح بتعرض أي إنسان للضرر.”
والجمهور الأرضي الوهمي لا ينصت بشكل عام إلى هذا المنطق، وإنما ينصتون إلى مخاوفهم. وفي سلسلة I, Robot تُعتبر القصة القصيرة «الروبوت المفقود الصغير» مثالاً «للخوف من الروبوتات» الذي وصفه أسيموف.
وفي روايات الروبوتات الخاصة بأسيموف، تٌعتبر عقدة فرانكنشتاين مشكلة كبيرة لعلماء الروبوتات والشركات المصنعة للروبوتات. ويفعلون ما بوسعهم لتهدئة الجمهور وإظهار أن الروبوتات غير مؤذية، وفي بعض الأحيان يخفون الحقيقة لأنهم يعتقدون أن الجمهور سيسيء فهمها. وخوف الجمهور ورد فعل الشركات المصنعة يُعتبر مثالاً لموضوع الأبوية، الرهبة من الأبوية، والصراعات التي تنشأ عنها في خيال أسيموف.